# Frank Moore Cross
Frank Moore Cross (né le 13 juillet 1921 à Ross en Californie, mort le 17 octobre 2012 à Rochester) est un professeur émérite à l'Université Harvard, connu pour ses travaux sur les manuscrits de la mer Morte et l'histoire deutéronomiste. Un de ses oncles, le révérend Laurance L. Cross, fut maire de Berkeley de 1947 à 1955.

## Biographie

### Enfance
Frank Cross est né le 13 juillet 1921 à Ross, en Californie.

### Formation
Cross a obtenu son baccalauréat au lycée Ensley en 1938. Il a obtenu une licence en arts au Maryville College en 1942 et une licence de théologie au McCormick Theological Seminary, où il a reçu la bourse Nettie F. McCormick en études de l'Ancien Testament, en 1946. Cross a ensuite étudié sous la tutelle de William F. Albright (le père fondateur de l'archéologie biblique, à l'université Johns Hopkins), où il a obtenu son doctorat en 1950. Il a également obtenu un maître ès arts à l'université Harvard en 1958. Cross a obtenu un  philosophiæ doctor de l'Université hébraïque de Jérusalem en 1984 et un doctorat en sciences de l'université de Lethbridge en 1990.

## Travaux

### Les manuscrits de la Mer Morte
À partir de juin 1953, Cross a été membre du comité éditorial des manuscrits de la mer Morte, découverts à Qumran. Cross avait appris leur existence en 1948 alors qu'il était encore étudiant de l'Université Johns Hopkins : Albright lui avait montré le Grand Rouleau d'Isaïe. À son admission, Cross fut chargé de retranscrire 61 manuscrits de la caverne n°4 de Qumran : il s'agissait d'abord de nettoyer les rouleaux conservés au musée Rockefeller. Comme plusieurs autres membres de la commission, Cross a été financé entre 1954 et 1960 par la Fondation Rockefeller. Il est l'auteur d'une introduction générale sur ces manuscrits : The Ancient Library of Qumran (3e édition en 1995).